# Campeonato Mundial de Corta-Mato de 1977
O 5º Campeonato Mundial de Corta-Mato foi realizado em 20 de Março de 1977 em Düsseldorf, Alemanha.

## Resultados

### Corrida Longa Masculina

#### Individual
| Medalha | Atleta          | País               | Tempo |
| Ouro    | Léon Schots     | Bélgica            | 37:43 |
| Prata   | Carlos Lopes    | Portugal           | 37:49 |
| Bronze  | Detlef Uhlemann | Alemanha Ocidental | 37.53 |

#### Equipas
| Medalha | Selecção        | Marca   |
| Ouro    | Bélgica         | 126 pts |
| Prata   | Inglaterra      | 129 pts |
| Bronze  | União Soviética | 144 pts |

### Corrida Júnior Masculina

#### Individual
| Medalha | Atleta            | País           | Tempo |
| Ouro    | Thom Hunt         | Estados Unidos | 23:15 |
| Prata   | Santiago Llorente | Espanha        | 23:28 |
| Bronze  | Ari Paunonen      | Finlândia      | 23:39 |

#### Equipas
| Medalha | Selecção       | Marca  |
| Ouro    | Estados Unidos | 36 pts |
| Prata   | Espanha        | 40 pts |
| Bronze  | Canadá         | 67 pts |

### Corrida Longa Masculina

#### Individual
| Medalha | Atleta           | País            | Tempo |
| Ouro    | Carmen Valero    | Espanha         | 17:26 |
| Prata   | Lyudmila Bragina | União Soviética | 17:28 |
| Bronze  | Gyana Romanova   | União Soviética | 17:35 |

#### Equipas
| Medalha | Selecção        | Marca  |
| Ouro    | União Soviética | 15 pts |
| Prata   | Estados Unidos  | 48 pts |
| Bronze  | Nova Zelândia   | 76 pts |